# Елизабет Баварска
Вижте пояснителната страница за други личности с името Елизабет Баварска.
Елизабет Габриел Баварска (на немски: Elisabeth Gabriele in Bayern) е германска херцогиня и кралица на белгийците като съпруга на крал Албер I.

## Биография
Елизабет е родена на 25 юли 1876 година в замъка Посенхофен, днес част от Пьокинг, Германия. Баща ѝ Карл Теодор Баварски (1839 – 1909) е известен офталмолог и член на младши клон на управлявалата Бавария династия Вителсбах. Майка ѝ, Мария-Жозе де Браганса (1857 – 1943) е дъщеря на детронирания португалски крал Мигел I.
През 1900 година Елизабет се жени за Албер I (1875 – 1934), син на белгийския престолонаследник Филип Белгийски (1837 – 1905) и Мария фон Хоенцолерн-Зигмаринген (1845 – 1912), принцеса от Хоенцолерн-Зигмаринген.
От 1909 година Елизабет е кралица на белгийците. След смъртта на Албер I през 1934 г. престола заема синът им Леополд III.
Елизабет Баварска умира на 23 ноември 1965 година в Брюксел на 89-годишна възраст.

## Деца
Елизабет и Албер имат децата:
- Леополд III, крал на белгийците от 1934 до 1951 г.

- Шарл Белгийски, принц-регент
- Мария Жозе Белгийска, последната италианска кралица